# Отто Фрунер
Отто Фрунер (нім. Otto Fruhner; 6 вересня 1893, Бріг — 19 червня 1965, Філлах) — німецький льотчик-ас Першої світової війни, генерал-майор люфтваффе.

## Біографія
Після закінчення школи вивчився на слюсаря. Після початку Першої світової війни записався добровольцем в авіацію і почав службу 20 листопада 1914 року наземним механіком в FFA 4. На початку 1915 року був переведений у Грауденц, в льотній школі в Кеслені пройшов курс підготовки і спочатку працював в Грауденці льотним інструктором, а в травні 1916 був направлений пілотом-розвідником у FA 51 на Східний фронт. FA 51 пізніше була перейменована в FA 20.
У липні 1917 року Фрунер подав рапорт про переведення на винищувачі. Клопотання було задоволене і Фрунер був направлений в Jasta 26, командиром якої був Бруно Лерцер. 
20 вересня 1918 року зіткнувся з Camel'ом з 203-ї ескадрильї, вистрибнув з парашутом, отримав травму ноги і більше бойових вильотів не здійснював. Всього за час бойових дій здобув 27 повітряних перемог.
Після війни працював в льотній школі в Шляйсгаймі, під Мюнхеном.
У 1935 р вступив в люфтваффе, отримав звання майора і працював командиром льотної школи в Людвігслусті. Під час Другої світової війни служив переважно в школах підготовки особового складу.

## Нагороди
- Залізний хрест 2-го і 1-го класу
- Нагрудний знак військового пілота (Пруссія)
- Золотий хрест «За військові заслуги» (3 червня 1918)
- Почесний хрест ветерана війни з мечами
- Медаль «За вислугу років у Вермахті» 4-го класу (4 роки)
- Нагрудний знак спостерігача
- Хрест Воєнних заслуг 2-го і 1-го класу з мечами

Був представлений до ордена Pour le Mérite, але до закінчення Першої світової війни так і не був ним нагороджений.